# 克莱因-戈尔登方程
克莱因-戈尔登方程式（英語：Klein-Gordon equation）是相对论量子力学和量子场论中的最基本方程式，它是薛定谔方程式的狭义相对论形式，用于描述自旋为零的粒子。克莱因-戈尔登方程式是由瑞典理论物理学家奥斯卡·克莱因和德国人沃尔特·戈尔登于二十世纪二三十年代分别独立推导得出的。

## 陳述
克莱因-戈尔登方程為
{\displaystyle {\frac {1}{c^{2}}}{\frac {\partial ^{2}}{\partial t^{2}}}\psi -\nabla ^{2}\psi +{\frac {m^{2}c^{2}}{\hbar ^{2}}}\psi =0}。
很多時候會用自然單位（c=ħ=1）寫成
{\displaystyle -\partial _{t}^{2}\psi +\nabla ^{2}\psi =m^{2}\psi }
由於平面波為此方程已知的一組解，所以方程形式由它決定：
{\displaystyle \psi =e^{-i\omega t+ik\cdot x}=e^{ik_{\mu }x^{\mu }}}
遵從狹義相對論的能量動量關係式
{\displaystyle -p_{\mu }p^{\mu }=E^{2}-P^{2}=\omega ^{2}-k^{2}=-k_{\mu }k^{\mu }=m^{2}\,}
跟薛定諤方式不同，每一個k在此都對應着兩個{\displaystyle \omega }，只有通過把頻率的正負部份分開，才能讓方程描述到整個相對論形式的波函數。若方程在時間流逝下不變，則其形式為
{\displaystyle \left[\nabla ^{2}-{\frac {m^{2}c^{2}}{\hbar ^{2}}}\right]\psi (\mathbf {r} )=0}。

## 相对论量子力学下的形式推导
自由粒子的薛定谔方程式是非相对论量子力学的最基本方程式：
{\displaystyle {\frac {\mathbf {p} ^{2}}{2m}}\psi =i\hbar {\frac {\partial }{\partial t}}\psi }
其中{\displaystyle \mathbf {p} =-i\hbar \mathbf {\nabla } }是动量算符。
薛定谔方程式并非相对论协变的，意味着它不满足爱因斯坦的狭义相对论。
利用狭义相对论中的相对论能量公式 {\displaystyle E={\sqrt {\mathbf {p} ^{2}c^{2}+m^{2}c^{4}}}} 替换薛定谔方程左边的动能{\displaystyle {\frac {\mathbf {p} ^{2}}{2m}}}项，最终可得它的协变形式：
{\displaystyle (\Box ^{2}+\mu ^{2})\psi =0.}
其中{\displaystyle \mu ={\frac {mc}{\hbar }}\,}，达朗贝尔算符{\displaystyle \Box ^{2}={\frac {1}{c^{2}}}{\frac {\partial ^{2}}{\partial t^{2}}}-\nabla ^{2}\,}.
从相对论量子力学的观点来看，达朗贝尔算符的出现意味着克莱因-戈尔登方程式是一个量子力学的波方程。

## 量子场论下的形式推导
场论中，对于自旋为零的场（标量场），拉格朗日量被写成
{\displaystyle L={\frac {1}{2}}\partial _{\mu }\phi \partial ^{\mu }\phi -{\frac {1}{2}}m^{2}\phi ^{2}}
这里依照量子场论的习惯选取了自然单位，将光速{\displaystyle c}和普朗克常数{\displaystyle \hbar }都取作1。
代入欧拉-拉格朗日方程{\displaystyle {\frac {\partial L}{\partial \phi }}-{\frac {\partial }{\partial x_{\mu }}}{\frac {\partial L}{\partial (\partial ^{\mu }\phi )}}=0,}可直接得到克莱因-戈尔登方程。
从量子场论的观点来看，以上推导过程都在经典场论的范围之内，因此克莱因-戈尔登方程式只是一个经典场的场方程式。

## 自由粒子解
相对论量子力学中自由粒子只是一个理想化的概念，但形如克莱因-戈尔登方程式这样的波方程仍然具有形式上的平面波解：
{\displaystyle \psi (\mathbf {r} ,t)=e^{i(\mathbf {k} \cdot \mathbf {r} -\omega t)}}
其中{\displaystyle -k^{2}+{\frac {\omega ^{2}}{c^{2}}}={\frac {m^{2}c^{2}}{\hbar ^{2}}}.}
从克莱因-戈尔登方程式得出的能量本征值为
{\displaystyle E=\pm {\sqrt {\mathbf {p} ^{2}c^{2}+m^{2}c^{4}}}}
因而克莱因-戈尔登方程式的解包含了负能量。同时，由这个解导出相应的概率密度也不能保证是正值。这两个问题使得克莱因-戈尔登方程在很长一段时间里被认为是缺乏物理意义的。英国物理学家保罗·狄拉克为了确保概率密度具有物理意义建立了狄拉克方程，但这个方程仍然没有避免出现负能量。

## 行波解
克莱因-戈尔登方程有行波解
- Klein Gordon equation traveling wave plot4
- Klein Gordon equation traveling wave plot5
- Klein Gordon equation traveling wave plot6